# 红道乡
红道乡，是中华人民共和国山西省临汾市蒲县下辖的一个乡镇级行政单位。2021年5月，撤销红道乡，整建制并入蒲城镇。

## 行政区划
红道乡下辖以下地区：
古坡村、蒙古村、太夫村、百店村、韩店村、红道村、耳里村、牛旺头村、西坪垣村和堡子村。